# Xiaoguwei
Xiaoguwei (kinesiska: 小谷围) är ett stadsdelsdistrikt (jiedao) i sydöstra Kina. Det ligger i stadsdistriktet Panyu i provinshuvudstaden Guangzhou i provinsen Guangdong, omkring 14 kilometer sydost om centrala Guangzhou. Antalet invånare är 131 470. Befolkningen består av 58 383 kvinnor och 73 087 män. Barn under 15 år utgör 1,0 %, vuxna 15-64 år 97 %, och äldre över 65 år 0,00 %.